# Isotta Fraschini Motori
Isotta Fraschini Motori est une entreprise publique italienne, fondée en 1955 à Saronno, dans la province de Varèse, en Lombardie, spécialisée dans la fabrication de moteurs pour la construction navale - civile et militaire. Actuellement, elle a son siège à Bari, dans la région des Pouilles. L'entreprise fait partie du groupe italien Fincantieri.

## Origines de la société
À l'origine, l'entreprise était un département de la société mère Isotta Fraschini SpA, un constructeur automobile italien, souvent considéré comme la "Rolls" italienne au début du siècle, créée en 1900 à Milan, spécialisée dans la fabrication d'automobiles de luxe et qui, à partir de 1911, créa une division spéciale pour la fabrication de moteurs destinés à des utilisations militaires mais aussi sportives. Les moteurs Isotta Fraschini, connus et reconnus pour leurs qualités, fiabilité et robustesse, ont été utilisés dans l'aviation, des dirigeables et des navires de guerre. Durant la Première Guerre mondiale, l'entreprise a également fabriqué des camions et des remorques pour le transport des troupes.

## Historique

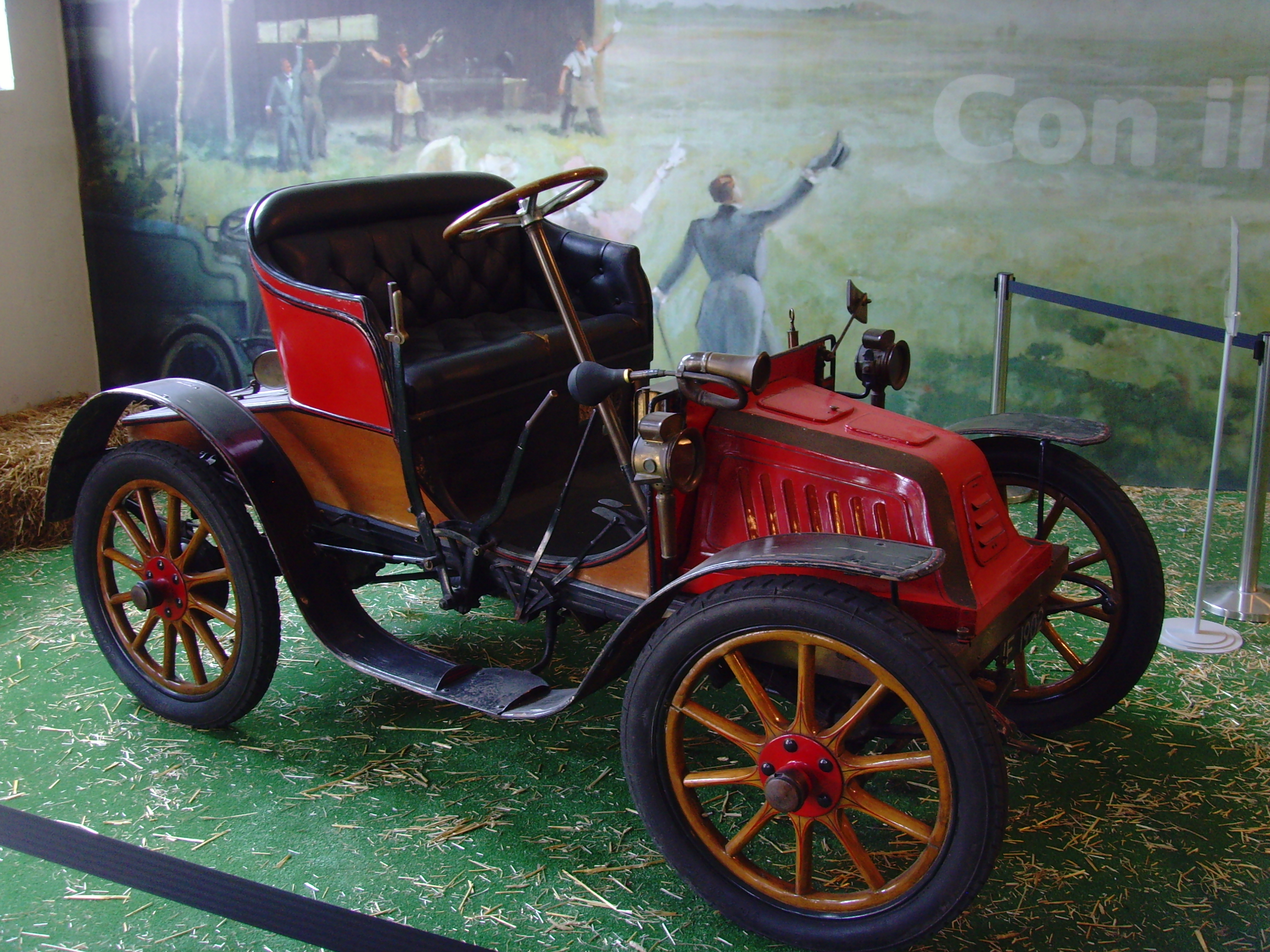
Le premier modèle IF 10 Volandia 6 1/2 HP de 1902

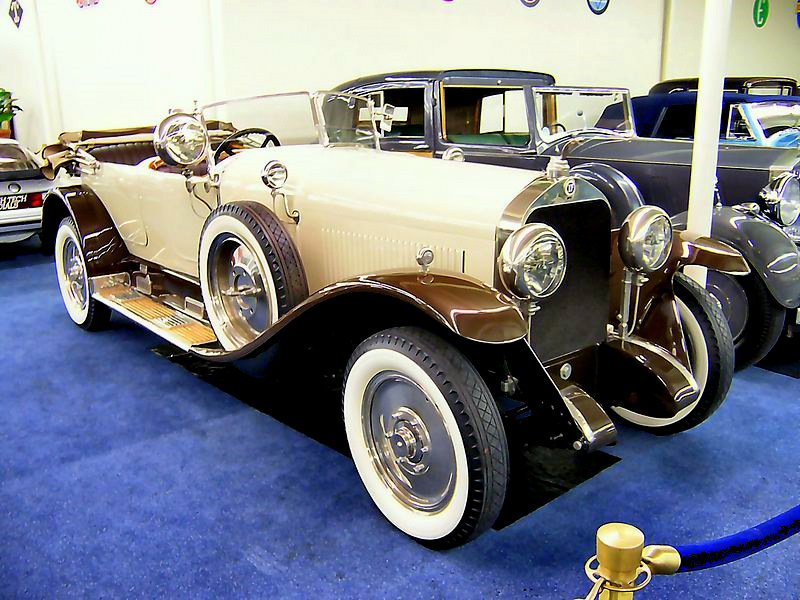
Isotta Fraschini Tipo 8 Sala Phaeton

Fondée par Cesare Isotta et les frères Oreste et Vincenzo Fraschini à Milan le 27 janvier 1900 sous le nom de Società Milanese Automobili Isotta, Fraschini & C..
Les premières automobiles produites par ce constructeur milanais virent le jour en 1902 : l'une équipée d'un moteur Aster de 699 cm3, l'autre d'un moteur à deux cylindres de 2 251 cm3 et la troisième d'un moteur De Dion-Bouton de 785 cm3.
En 1903, Isotta Fraschini présenta un nouveau modèle, la Type 24 HP, équipée d'un moteur de sa propre conception et fabrication d'une puissance de 24 ch.
En 1905, l'ingénieur Giustino Cattaneo devint le directeur technique de la marque milanaise et occupa cette fonction jusqu'en 1933. Ingénieur chez Florentia puis chez Züst, il orienta l'entreprise vers la compétition. Il fut le premier à breveter un système de freinage positionné à l'avant.
En 1907, Isotta Fraschini signa un accord de coopération avec la société française De Dietrich et lui céda la licence de fabrication pour la construction, en France, de 500 châssis automobiles Isotta Fraschini. C'est à partir de cette époque que la marque engagea ses voitures en compétition et remporta de nombreux succès. Cela eut des retombées très positives sur le développement d'Isotta Fraschini qui entra dans le club très restreint des marques de prestige.
Isotta Fraschini décrocha en 1908 une très importante victoire aux États-Unis à la vitesse moyenne de 105 km/h. Une vraie révolution pour l'époque. Ce record ne sera égalé par d'autres marques que des décennies plus tard.
Cette même année, Isotta Fraschini présenta la Tipo FE, une automobile aux caractéristiques techniques très avancées qui révolutionna le milieu des constructeurs de l'époque. De la même trempe suivit la Tipo KM, une automobile sportive produite entre 1911 et 1914, équipée d'un énorme moteur de 10 618 cm3.
À partir de 1911, rendus célèbres dans le monde entier pour leur fiabilité, robustesse et avance technologique, les moteurs Isotta Fraschini commencèrent à être recherchés par beaucoup de constructeurs pour des applications très différentes, que ce soit pour des engins militaires, sportifs, des moteurs d'avions et pour les dirigeables.
Les vedettes lance torpille rapides de type MAS utilisés pour d'audacieux coups de main contre la flotte Austo Hongroise durant le premier conflit mondial étaient équipées de puissants moteurs Isotta Fraschini d'une technologie avancée pour l'époque (arbre à cames en tête). La propagande autour de ces "exploits" militaires, orchestrée par D'Annunzio, contribua largement à la renommée de l'entreprise.
C'est pour satisfaire à la demande importante de la Première Guerre mondiale qu'Isotta Fraschini produisit également des camions lourds et des remorques pour le transport des troupes et du matériel de guerre.

### La période de l'entre deux guerres
Après la guerre, à la suite des graves difficultés financières de l'entreprise, le Conte Ludovico Mazzotti pris une participation significative dans le capital de la société et en devint un des responsables. Le constructeur milanais proposa une nouvelle automobile de très haut de gamme, destinée à une très riche clientèle internationale. C'est ainsi qu'apparut en 1919 la Tipo 8, qui fut la première voiture à recevoir un moteur à huit cylindres fabriquée en très petite série. La Tipo 8 fut reconnue immédiatement comme la voiture qui représentait le luxe et l'élégance automobile. Voiture prestigieuse, elle fut la voiture la plus désirée au monde à l'époque. Vendue au prix de 150 000 £ires elle trouva un très bon débouché commercial aux États-Unis. La Tipo 8 fut construite en trois versions différentes jusqu'en 1932.
Après le décès de Oreste Fraschini, un des fondateurs de la marque, ses frères ainsi que l'avocat Isotta quittèrent la société qui fut alors reprise intégralement par le Conte Mazzotti qui en devint Président et par M. Cattaneo, administrateur délégué.
Isotta Fraschini s'engagea dans un accord de coopération avec Ford qui prévoyait la création d'une usine pour la fabrication de modèles américains, en Italie, mais le gouvernement du royaume d'Italie refusa l'autorisation.
Durant cette période particulière, l'entreprise subit de plein fouet comme toutes les sociétés industrielles, la récession engendrée par la "Grande Dépression" de 1929 car son principal débouché étranger était les États-Unis d'Amérique et les marchés de l'ancienne Europe étaient parfaitement incapables d'absorber la totalité de ses productions. Le constructeur Isotta Fraschini subit cette crise financière de plein fouet, il dévalua son capital à 9 millions de £ires, alors qu'en 1924 il était de 60 millions.
En 1932, l'entreprise fut reprise par le puissant groupe italien Caproni, ce qui permit à l'ingénieur Giovanni Battista Caproni de prendre la direction de la société. En premier lieu, il décida d'arrêter immédiatement la fabrication d'un des modèles automobiles de luxe de la gamme et de ne pas lancer la fabrication des nouveaux modèles en cours de mise au point. Il orienta toute l'activité de la société vers la production de moteurs diesel, allant jusqu'à reconvertir les chaînes de montage automobiles à la production de moteurs et de véhicules industriels.
Cattaneo fut remplacé par Giuseppe Merosi, qui avait une expérience chez les constructeurs Alfa Romeo et Bianchi.
En 1933, les 25 avions Savoia-Marchetti S.55X qui prirent part à la croisière aérienne de la décennie,, organisée par Italo Balbo, pour les célébrations du dixième anniversaire de la création de l'Aéronautique Royale Italienne, appelée également Croisière Nord Atlantique ou croisière aérienne Italie-Amérique du Nord qui s'est déroulée pendant l'exposition universelle de Chicago de 1933-1934, étaient tous équipés de moteurs Isotta Fraschini Asso 750, tandis que les Savoia-Marchetti S.55X qui avaient pris part du 17 décembre 1930 au 15 janvier 1931, à la "Croisière aérienne transatlantique Italie-Brésil, organisée par le même général Balbo, étaient équipés de moteurs V12 Fiat A.22R. Un exemplaire de cet avion est exposé au Musée Historique de l'Aeronautica Militare de Vigna di Valle.
La firme abandonnera définitivement l'automobile en 1934 pour se recentrer sur les véhicules industriels.

### La Seconde Guerre mondiale
Pendant la Seconde Guerre mondiale, Isotta Fraschini fabriqua essentiellement des camions militaires et des moteurs d'avions. La production de camions, carrossés par Zagato, dura une dizaine d'années dont le fameux Isotta Fraschini D65, qui devait être assemblé au Brésil par le constructeur local F.N.M..
L'entreprise a également fabriqué de 1938 à 1947 plusieurs modèles de trolleybus carrossés par Officine Meccaniche della Stanga et Caproni qui sont restés en service jusqu'à la fin des années 1980 dans les sociétés de transports urbains de Gênes, Milan et Côme.
À partir de 1938, l'entreprise a également fabriqué une mitrailleuse, Scotti-Isotta Fraschini mod. 41, une arme de 1932 mise au point par la société Scotti, destinée surtout à l'Aéronautique Royale Italienne et à la Marine Royale Italienne mais qui sera également installée sur les camions Alfa Romeo de l'armée de terre.

### La disparition de la société et sa renaissance
À la fin de la Seconde Guerre mondiale, la société milanaise décida de reprendre la fabrication des voitures de luxe. C'est ainsi que seront recrutés Fabio Luigi Rapi, designer automobile et l'ingénieur Alessandro Baj qui furent chargés du projet d'un nouveau modèle Isotta Fraschini. C'est le jeune Aurelio Lampredi, à peine formé chez Ferrari, qui assura la conception du moteur. Il retournera chez Ferrari en 1948. Ils créèrent une voiture équipée d'un moteur à 8 cylindres, la IF 8C Monterosa. Cette voiture voit le jour alors que le constructeur connaissait à nouveau une grave crise financière : les commandes de la division aéronautique étaient nulles même si les moteurs fabriqués étaient toujours d'excellente qualité, mais il n'y avait plus aucune activité dans ce domaine. Les moyens financiers étaient insuffisants pour mettre en fabrication le modèle IF 8C Monterosa.
Le 25 février 1948, l'entreprise fut placée sous administration judiciaire par l'EFIM, organisme public italien qui était le principal créditeur d'Isotta Fraschini. Le 24 septembre 1949, un liquidateur judiciaire fut nommé pour céder les biens de l'entreprise.
La propriété de la marque fut maintenue et sera rattachée en 1955 à la "Società Italiana Ernesto Breda per Costruzioni Meccaniche" dans sa division Breda Motori, qui appartenait au groupe public italien EFIM, pour transformer sa raison sociale en Fabbrica Automobili Isotta Fraschini e Motori Breda S.p.A.. Le nouveau groupe débuta la production, dans l'ancienne usine Isotta Fraschini de Saronno, au nord de Milan, de trolleybus et de tramways.
Au début des années 1960, le groupe décida de se développer et investira dans un nouveau site industriel dans le sud de l'Italie, à Bari pour la production de moteurs diesel, dont les brevets Isotta Fraschini avaient été maintenus.
Le développement de l'industrie, avec le miracle économique italien des années 1960 et ses prises de positions au niveau mondial durant les décennies suivantes, permirent au groupe de connaître une croissance importante. Malgré les déboires de la société Breda au milieu des années 1980 avec la disparition de l'EFIM, l'entreprise sera intégrée dans le groupe Fincantieri et sera rebaptisée Isotta Fraschini Motori S.p.A., avec une direction générale installée sur le site industriel de Bari. Peu après, la direction du groupe Fincantieri décida de déplacer une grande partie des productions du site de Trieste de la société Grandi Motori Trieste à Bari. La société Grandi Motori Trieste sera vendue en 1999 au groupe finlandais Wärtsilä.
C'est en 1998, au Salon de l'Automobile de Paris, que sera présentée une toute nouvelle Isotta Fraschini, la T8. À l'origine de ce projet, on trouve un très riche industriel piémontais Giovanni Malvino. La fabrication de ce modèle imposant et luxueux, digne des modèles d'antan, aurait dû débuter dans une nouvelle usine implantée à Gioia Tauro, dans l'extrême sud de l'Italie. Malheureusement cette tentative de renaissance de la marque restera sans suite. Récemment, la marque Isotta Fraschini a été rachetée par Gianfranco Castiglioni, industriel italien déjà propriétaire du constructeur de motos Cagiva, et fabricant des moteurs Franco Tosi de Legnano, à côté de Milan.

## Isotta Fraschini Motori aujourd'hui
Isotta Fraschini a toujours beaucoup investi dans la recherche et ceci est plus évident que jamais. La nouvelle série des moteurs SI 1300 et SI 1700 démontre de l'expérience acquise durant les années au cours desquelles l'activité de Isotta Fraschini a été principalement orientée vers les matériels militaires sophistiqués et faisant appel à une très haute technologie. L'objectif de Isotta Fraschini Motori est de concevoir un moteur modulaire et compact avec un rapport poids / puissance favorable, fiable et facile à entretenir comme demandé par le marché des moteurs à haute vitesse. Aujourd'hui, les applications Isotta Fraschini sont surtout tournées vers des utilisations commerciales telles que les ferries rapides. Les moteurs marins doivent aussi être compacts, fonctionnels et fiables, de même que les moteurs industriels modernes. Ces moteurs sont conçus pour être disponibles en permanence avec une durée de vie garantie avant d'être remplacés.
Les ingénieurs d'Isotta Fraschini Motori ont développé une nouvelle série de moteurs IF 1300 et IF 1700 modulaires. Les moteurs Isotta Fraschini développent des puissances allant de 200  à   2 500 kW. La société dispose également d'une gamme de moteurs amagnétiques pour les sous-marins et navires anti-mines, comme les unités italiennes très réputées dans ce domaine que sont les navires "Lerici" de la Marine Militaire Italienne. Les moteurs Isotta Fraschini sont également homologués aux États-Unis et équipent de très nombreux navires de l'US Navy.
En ce qui concerne les moteurs industriels, Isotta Fraschini s'est spécialisée dans les moteurs ferroviaires et de production d'énergie électrique, des générateurs fixes ou mobiles de forte puissance.

## Les différents modèles

### Automobiles
- Tipo 8 (1919 - 1924)
- Tipo 8A (1924 - 1931)
- Tipo 8B (1931 - 1936)
- Tipo 8C Monterosa (1948 - 1949)

#### Voitures de course
- Tipo D (1905 - 1907)

### Camions
- D65
- D80

### Trolleybus
- TS 40F1
- F1

### Avions
Liste partielle d'appareils équipés des moteurs Isotta Fraschini à partir de 1910.
- Avion équipé de moteurs Isotta Fraschini Asso 80 R :
  - Caproni Ca.100

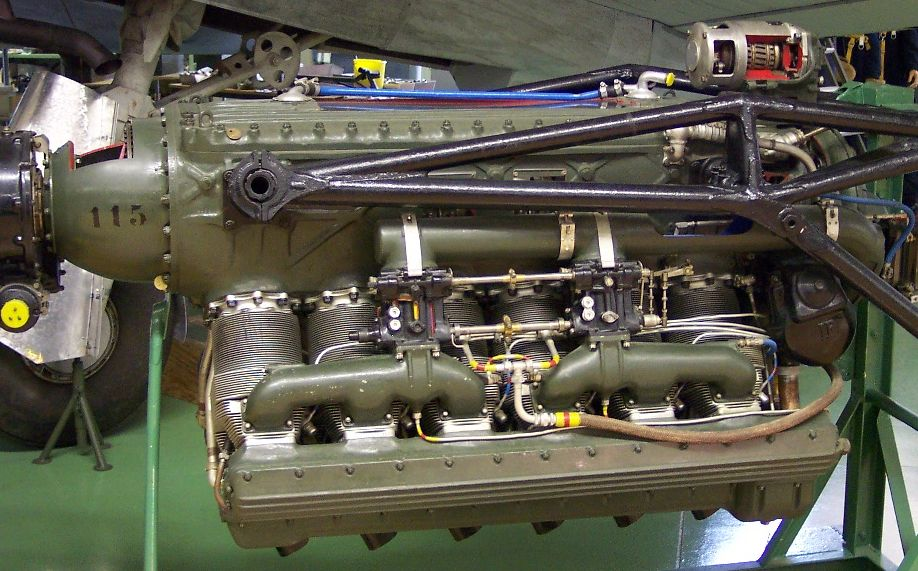
Moteur Isotta Fraschini Delta RC131 exposé au musée de l’aéronautique suédoise (Flygvapenmuseum) à Linköping.

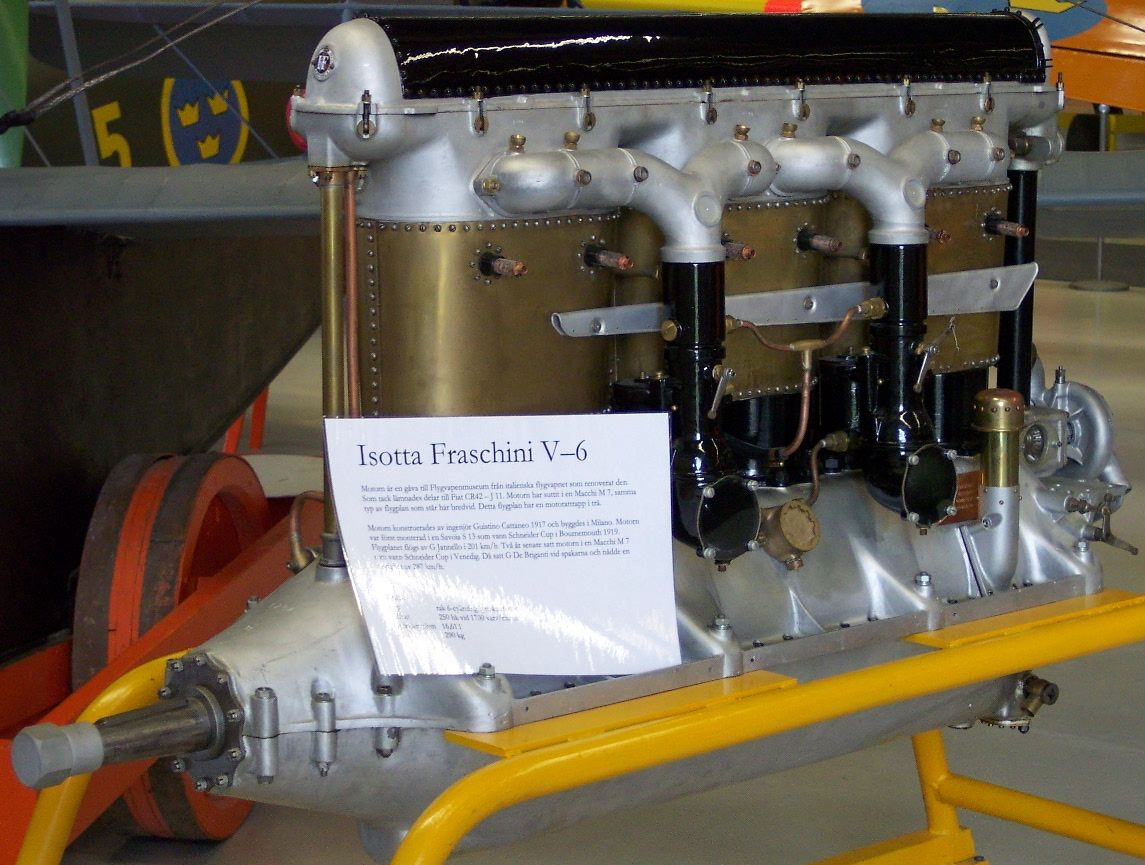
Moteur Isotta Fraschini V.6

- Avions équipés de moteurs Isotta Fraschini Asso 200 :
  - Breda A.9 (en)
  - Breda Ba.25
  - CANT 7
  - CANT 18 (en)
  - Macchi M.7
- Avions équipés de moteurs Isotta Fraschini Asso 500 :
  - Breda A.7 (en)
  - CANT 10 (en)
  - Caproni Ca.73
- Avions équipés de moteurs Isotta Fraschini Asso 750 :
  - CANT Z.501 premières versions
  - Caproni Ca.111 (en)
  - Macchi MC.77
  - Savoia-Marchetti S.55X
  - Savoia-Marchetti S.62
  - Savoia-Marchetti S.65
  - Savoia-Marchetti S.78
- Avions équipés de moteurs Isotta Fraschini Asso 1000 :
  - Caproni Ca.90
  - Caproni Ca.95 (en)
  - Macchi M.67
- Avion équipé de moteurs Isotta Fraschini Asso Caccia :
  - Fiat CR.20
- Avions équipés de moteurs Isotta Fraschini Asso L.121 :
  - Caproni Ca.165 (en)
  - Campini-Caproni C.C.2
- Avions équipés de moteurs Isotta Fraschini Asso XI :
  - CANT Z.501
  - CANT Z.508 (en)
  - CANT Z.1007
  - Piaggio P.32
  - SAI S.S.4

- Avions équipés de moteurs Isotta Fraschini Delta :
  - SAI 107
  - SAI 207 (prototype)
  - Caproni Ca.310
  - Caproni Ca.331 (en)
  - Henschel Hs 129 (prototype)
  - Reggiane Re.2001 (prototype)
- Avions équipés de moteurs Isotta Fraschini K.14 :
  - Breda Ba.65
  - Breda Ba.75 (en)
  - Breda Ba.88 (uniquement le prototype)

- Avions équipés de moteurs Isotta Fraschini V.4 :
  - CANT 7
  - Caproni Ca.3
  - Caproni Ca.31
  - Macchi L.2
  - SIAI S.8
- Avions équipés de moteurs Isotta Fraschini V.6 :
  - Caproni Ca.45
  - CANT 7bis
  - CANT 12 (it)
  - CANT 18 (en)
  - Macchi M.17
  - Piaggio P.6bis

## Palmarès sportif

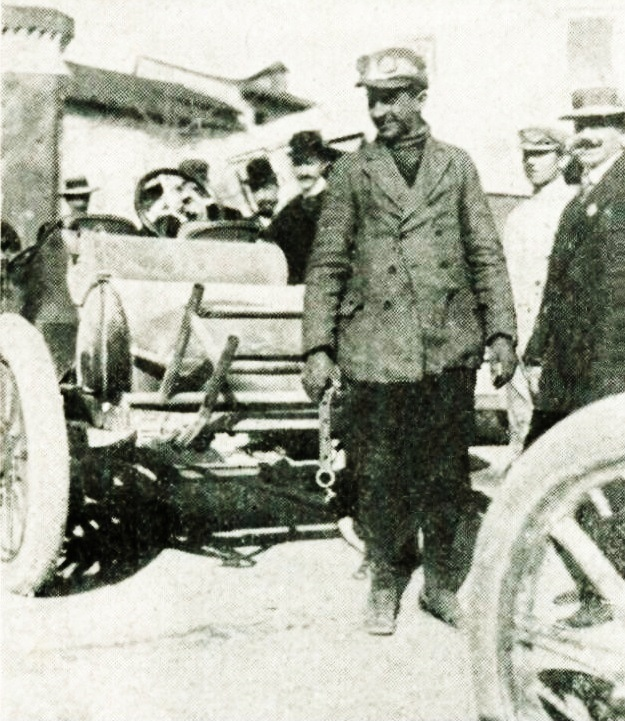
Ferdinando Minoia vainqueur de la Coppa Florio 1907, sur Isotta-Fraschini.

- Coppa Florio 1907 (Ferdinando Minoia);
- Targa Florio 1908 (Vincenzo Trucco);
- Course de côte Susa - Moncenisio 1921 et 1922 (Alfieri Maserati);
- Grand Prix du Mugello 1922 (Alfieri Maserati);
- Grand Prix d'Italie Sport 1923 (Vincenzo Trucco, deuxième A. Bianchi)[4];
- Targa Abruzzi 1925 et 1926 (Pio Avati).